# Revolução Iraniana
A Revolução Iraniana, ocorrida em 1979, transformou o Irã, até então uma monarquia autocrática pró-Ocidente comandada pelo Xá Mohammad Reza Pahlevi, em uma república islâmica teocrática sob o comando do aiatolá Ruhollah Khomeini.
Após o golpe de Estado iraniano de 1953, Pahlavi se aliou aos Estados Unidos e ao Bloco Ocidental para governar com mais firmeza como um monarca autoritário. Ele contou fortemente com o apoio dos Estados Unidos para se manter no poder, que ocupou por mais 26 anos. 
Em 1964, o aiatolá Khomeini foi mandado à prisão e exílio, em meio a tensões maciças entre Khomeini e o xá. As manifestações começaram em outubro de 1977, evoluindo para uma campanha de resistência civil que incluía elementos seculares e religiosos.
Os protestos se intensificaram rapidamente em 1978 como resultado do incêndio do Rex Cinema que foi visto como o estopim da revolução, e entre agosto e dezembro daquele ano, greves e manifestações paralisaram o país. 
Em 16 de janeiro de 1979, o xá deixou o Irã e foi para o exílio como o último monarca persa, deixando suas funções para um conselho de regência e Shapour Bakhtiar baseado na oposição, que era um primeiro-ministro. O aiatolá Khomeini foi convidado a voltar ao Irã pelo governo, e voltou a Teerã onde foi saudado por milhares de iranianos. O povo iraniano votou em um referendo nacional para se tornar uma república islâmica em 1 de abril de 1979 e para formular e aprovar uma nova Constituição republicana teocrática segundo a qual Khomeini tornou-se líder supremo do país em dezembro de 1979. 
A revolução foi incomum pela surpresa que causou em todo o mundo. Faltava-lhe muitas das causas habituais da revolução (derrota na guerra, crise financeira, rebelião camponesa ou militares descontentes); ocorreu em uma nação que estava experimentando relativa prosperidade; produziu mudanças profundas em grande velocidade; era extremamente popular; resultou no exílio de muitos iranianos; e substituiu uma pró-ocidental secular autoritária monarquia por uma anti-ocidental   islâmica teocracia.
Para efeito de análise histórica, a Revolução Iraniana é dividida em duas fases: na primeira, houve uma aliança entre grupos liberais, grupos de esquerda e religiosos para depor o xá; na segunda, frequentemente chamada Revolução Islâmica, viu-se a chegada dos aiatolás ao poder.

## Causas da Revolução Iraniana
- A impopularidade do regime dos xás: o xá foi obrigado a promover a revolução branca, pressionado pelas potências ocidentais (Reino Unido e Estados Unidos). A cultura ocidental estava penetrando no Irã na mesma proporção da opressão do regime político.

- Repressão política executada pelo SAVAK, a polícia secreta Iraniana, que empregava censura e recorreria a prisões, tortura de dissidentes, assassinatos de opositores ao regime implantado pelo xá Pahlevi.

- Os problemas do regime: a pobreza e a inflação, resultado das ações do xá Reza Pahlevi, foram objetos de programa econômico do governo, porém sem sucesso.

- O crescimento da rivalidade islâmica que se opôs à ocidentalização do Irã e viu em Aiatolá Khomeini um promotor da Revolução.[13]

- A subestimação do movimento islâmico do Aiatolá Khomeini pelo xá, pensando que esse movimento seria uma ameaça menor em comparação aos comunistas, algo comum no contexto da Guerra Fria.

## Antecedentes
O xá estava no poder desde 1941, com uma curta interrupção em 1953 quando teve que abandonar o país. Retornou no mesmo ano ao depor o governo democraticamente eleito de Mohammad Mosaddeq, com a ajuda de uma operação da CIA porém, conflitou com as visões tradicionais do Alcorão como o jogo e as relações sexuais antes do casamento, as quais se recusou a banir. O regime era conhecido por sua corrupção política e práticas brutais, as quais, como resposta, suscitavam protestos tanto internos quanto da comunidade internacional.
Uma forte oposição surgiu durante o regime do xá. Particularmente importante era a oposição religiosa, que crescia desde longa data. A Ulema, ou comunidade de estudiosos das leis islâmicas, unia preocupações religiosas e seculares com uma longa história de ativismo social. Assim, mesclava oposição à brutalidade do governo a um forte compromisso em lutar contra a pobreza.
Seu ativismo se mostrava conservador aos valores islâmicos e, à medida que crescia, o governo reprimia violentamente os dissidentes. Em 1963, por exemplo, estudantes islâmicos foram violentamente atacados quando protestavam contra a abertura de um bar quando decidiram enfrentar os religiosos com violência, prendendo e matando manifestantes. Não se sabe quantos morreram nesta campanha: o regime de Pahlevi falou em 86 mortos; os religiosos afirmaram que foram milhares.

### Revolução Branca
De 1963 a 1967 a economia iraniana cresceu consideravelmente, graças aos aumentos do preço do petróleo e também com a exportação de aço. A inflação cresceu no mesmo período e, embora a economia crescesse, o padrão de vida dos pobres e das classes médias urbanas não melhorava. Ao invés disso, apenas a rica elite e os intermediários das companhias ocidentais é que se beneficiavam com as extravagâncias do xá.
Enfrentando crescente oposição de líderes religiosos e de pequenos empresários, o regime do xá decidiu, em 1975, empreender um novo esforço para controlar a sociedade iraniana. Este esforço visava diminuir o papel do islamismo na vida do reino, ressaltando, para isto, as conquistas das civilizações pré-islâmicas do país, especialmente a civilização persa. Nesta linha, em 1976 o calendário islâmico, lunar, foi banido do uso público e substituído por um calendário solar. Publicações marxistas e islâmicas também sofreram forte censura.
As reformas do xá também ficaram conhecidas como a Revolução Branca. Também foi abolido o regime feudal (dividindo terras dos líderes religiosos, o que diminuiu suas rendas) e dado direito do voto às mulheres (o que foi visto pelos líderes religiosos como um plano para "trazer as mulheres para as ruas").

## A situação pré-revolucionária no Irã

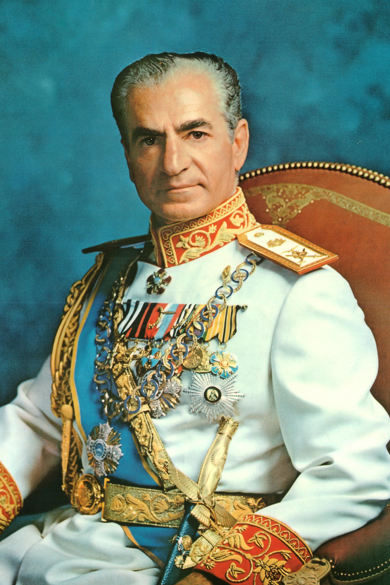
O Xá Mohammad Reza Pahlevi

A população mais pobre do país tendia a ser o segmento mais fervorosamente religioso e o menos ocidentalizado. Os pobres viviam predominantemente no campo ou habitavam favelas das grandes cidades, especialmente de Teerã. Eles desejavam o retorno aos valores básicos do islamismo, em oposição aos esforços modernizadores do regime, cujas promessas de progresso lhes soavam falsas, e baseadas no crescente distanciamento entre os mais ricos e os mais pobres.
À medida que a classe média urbana se educava e se expunha aos valores ocidentais, parte dela passou a acusar o regime do xá como parte do problema. Além disso, após sua restauração em 1953, a posição do xá tornou-se particularmente perigosa. Isto em grande parte devido aos seus fortes laços com o Ocidente, a corrupção interna, as reformas impopulares e a natureza despótica de seu regime, especialmente a repressão da polícia política, conhecida como Savak.
No início da década de 1970 o preço do petróleo cresceu rapidamente e o descontentamento com a corrupção, os gastos supérfluos e a violenta repressão aumentaram. A decadência interna foi bem ilustrada com a comemoração dos 2 500 anos da fundação do Império Persa, ocorrida em outubro de 1971 em Persépolis, com três dias de celebrações a um custo total de US$ 30 milhões. Dentre as extravagâncias havia 1 tonelada de caviar preparada por 200 chefs vindos diretamente de Paris. Enquanto isto, muitos no país sequer tinham comida ou moradia decente.
À medida que a desigualdade crescia, os protestos por mudanças aumentavam. Até mesmo elementos pró-ocidentais no Irã se incomodaram com a crescente autocracia e a crescente repressão da polícia secreta. Muitos deixaram o país antes da revolução, enquanto outros começaram a se organizar. Ao mesmo tempo, um movimento populista passou a se organizar nas mesquitas, através de sermões que denunciavam a maldade do Ocidente e dos valores ocidentais. O choque entre uma crescente população jovem e um regime que não oferecia nem os avanços de um Estado moderno, nem a estabilidade de uma sociedade tradicional, criaram as condições para uma revolução.

## Protestos e revolução

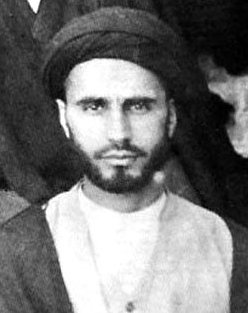
O jovem aiatolá Khomeini

Em 7 de janeiro de 1978, um artigo apareceu em um jornal diário nacional. Escrito sob um pseudônimo por um agente do governo, tal artigo denunciou Khomeini como um "agente britânico" e um "poeta indiano louco" conspirando para vender o Irã a neocolonialistas e comunistas.
Após a publicação do artigo, seminaristas religiosos da cidade de Qom, irritados com o insulto a Khomeini, entraram em confronto com a polícia. Segundo o governo, 2 foram mortos no confronto; de acordo com a oposição, 70 foram mortos e mais de 500 ficaram feridos.
Encorajados por Khomeini (que declarou que o sangue dos mártires deve regar a "árvore do Islã"), os radicais pressionaram as mesquitas e o clero moderado para comemorar a morte dos estudantes e aproveitaram a ocasião para gerar protestos.
Em 18 de fevereiro, eclodiram manifestações em várias cidades. A maior foi em Tabriz e se transformou em um tumulto. Símbolos "ocidentais" e do governo, como cinemas, bares, bancos estatais e delegacias de polícia, foram incendiados. Unidades do Exército Imperial Iraniano foram enviadas para a cidade para restaurar a ordem. Nas semanas seguintes, vários protestos aconteceram em todo o país com vários mortos.

### Reação do governo

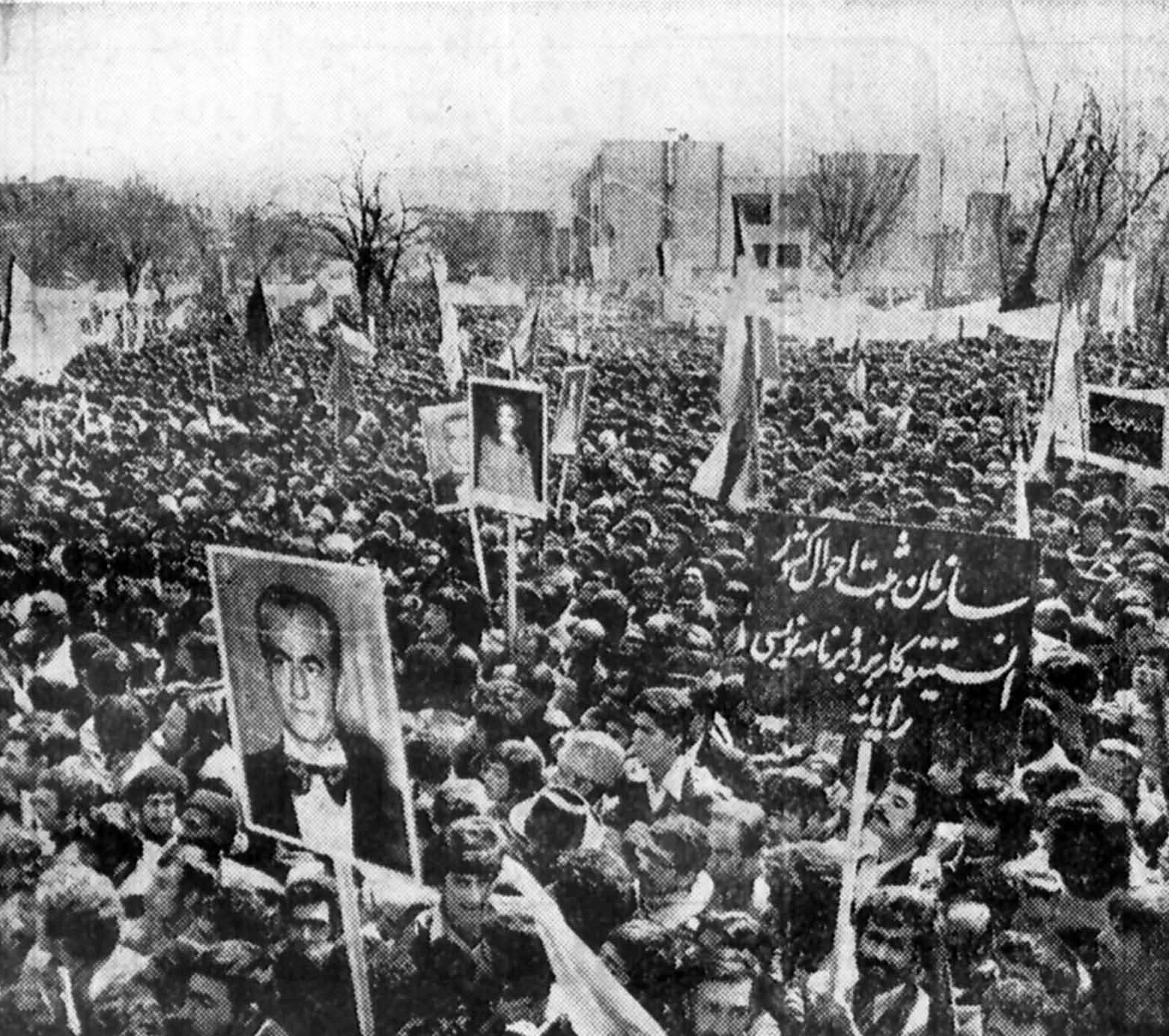
Manifestação pró-xá organizada pelo Partido do Ressurgimento em Tabriz, abril de 1978

O xá foi pego completamente de surpresa pelos protestos e, para piorar a situação, muitas vezes ele se mostrou indeciso em tempos de crise; praticamente todas as decisões importantes tomadas por ele em seu governo saíram pela culatra e inflamaram ainda mais os revolucionários. 
O xá decidiu continuar com seu plano de liberalização e negociar em vez de usar a força contra o ainda nascente movimento de protesto: ele prometeu que eleições totalmente democráticas para o Majlis seriam realizadas em 1979; a censura foi relaxada; uma resolução foi elaborada para ajudar a reduzir a corrupção dentro da família real e do governo; e os manifestantes foram julgados em tribunais civis em vez de em cortes marciais militares e foram rapidamente libertados.
Nos distúrbios de fevereiro em Tabriz, o xá demitiu todos os funcionários do SAVAK na cidade como uma concessão à oposição e logo começou a demitir funcionários públicos e funcionários do governo que ele achava que o público culpava. Na primeira concessão nacional, ele substituiu o chefe linha-dura do SAVAK, general Nematollah Nassiri, pelo general mais moderado Nasser Moghaddam. O governo também negociou com líderes religiosos moderados, como Shariatmadari, desculpando-se com ele pela batida em sua casa.

#### Início do verão
No verão, os protestos estagnaram, permanecendo em um ritmo constante por quatro meses, com cerca de 10 000 participantes em cada grande cidade - com exceção de Isfahan, onde os protestos foram maiores, e Teerã, onde foram menores. Isso representou uma pequena minoria dos mais de 15 milhões de adultos no Irã. 
Em uma tentativa de conter a inflação, o governo Amuzegar cortou gastos e reduziu os negócios. No entanto, os cortes levaram a um aumento acentuado nas demissões - particularmente entre os trabalhadores jovens, não qualificados, do sexo masculino que vivem nos bairros da classe trabalhadora. No verão de 1978, a classe trabalhadora juntou-se aos protestos de rua em grande número. Além disso, era o mês sagrado islâmico do Ramadã, trazendo uma sensação de maior religiosidade entre muitas pessoas.
Sob a orientação do xá, Sharif-Emami efetivamente iniciou uma política de "apaziguar as demandas da oposição antes mesmo de serem feitas". O governo aboliu o Partido Rastakhiz, legalizou todos os partidos políticos e libertou prisioneiros políticos, aumentou a liberdade de expressão, cerceou a autoridade da SAVAK e demitiu 34 de seus comandantes,  fechou cassinos e casas noturnas e aboliu o calendário imperial. O governo também começou a processar o governo corrupto e os membros da família real. A censura foi efetivamente encerrada e os jornais começaram a relatar fortemente as manifestações, muitas vezes altamente críticas e negativas do xá. O Majlis (Parlamento) também começou a emitir resoluções contra o governo.

#### Incêndio do cinema Rex
Em 19 de agosto, na cidade de Abadan, no sudoeste do país, quatro incendiários trancaram a porta do cinema Cinema Rex e atearam fogo. No que seria o maior ataque terrorista da história antes dos ataques de 11 de setembro, 422 pessoas dentro do teatro morreram queimadas. Khomeini imediatamente culpou o xá e a SAVAK por iniciar o incêndio e, devido à atmosfera revolucionária generalizada, o público também culpou o xá por iniciar o incêndio, apesar da insistência do governo de que eles não estavam envolvidos. Dezenas de milhares de pessoas saíram às ruas gritando "Queimem o Xá!"  e "O xá é o culpado!" 
Após a revolução, muitos alegaram que militantes islâmicos haviam iniciado o incêndio. Depois que o governo da República Islâmica executou um policial pelo ato, um homem afirmando ser o único incendiário sobrevivente alegou ser o responsável por iniciar o incêndio. Depois de forçar a renúncia dos juízes presidentes em uma tentativa de dificultar a investigação, o novo governo finalmente executou Hossein Talakhzadeh por "incendiar as ordens do xá", apesar de sua insistência de que o fez por conta própria como um sacrifício final pela causa revolucionária.

#### Praça Jaleh
O dia 4 de setembro marcou o Eid al-Fitr, o feriado que celebra o fim do mês do Ramadã. Foi concedida uma permissão para uma oração ao ar livre, na qual compareceram de 200 000 a 500 000 pessoas. Em vez disso, o clero conduziu a multidão em uma grande marcha pelo centro de Teerã, enquanto o xá supostamente assistia à marcha de seu helicóptero, nervoso e confuso. Alguns dias depois, protestos ainda maiores ocorreram e, pela primeira vez, os manifestantes pediram o retorno de Khomeini e o estabelecimento de uma república islâmica.
No entanto, 5 000 manifestantes saíram às ruas, desafiando ou porque não ouviram a declaração, e enfrentaram soldados na Praça Jaleh. Depois que os tiros de advertência falharam em dispersar a multidão, as tropas atiraram diretamente contra a multidão, matando 64 pessoas, enquanto o general Oveissi afirmou que 30 soldados foram mortos por atiradores armados nos prédios ao redor.
Khomeini declarou imediatamente que "4 000 manifestantes inocentes foram massacrados por sionistas", o que lhe deu um pretexto para rejeitar qualquer outro compromisso com o governo. O próprio xá ficou horrorizado com os eventos da Black Friday e teceu severas críticas, embora isso pouco tenha influenciado a percepção pública de que ele era o responsável pelo tiroteio. Embora a lei marcial oficialmente permanecesse em vigor, o governo decidiu não interromper mais nenhuma manifestação.

### Novembro de 1978
Na esperança de romper os contatos de Khomeini com a oposição, o xá pressionou o governo iraquiano a expulsá-lo de Najaf. Khomeini deixou o Iraque, mudando-se para uma casa comprada por exilados iranianos em Neauphle-le-Château, um vilarejo perto de Paris, na França.
O pior para o xá foi que a mídia ocidental, especialmente a BBC, imediatamente colocou Khomeini no centro das atenções. Khomeini rapidamente se tornou um nome familiar no Ocidente, retratando-se como um "místico oriental" que não buscava o poder, mas em vez disso procurou "libertar" seu povo da "opressão". Muitos meios de comunicação ocidentais, geralmente críticos de tais afirmações, tornaram-se uma das ferramentas mais poderosas de Khomeini. A fim de ajudar a criar uma fachada democrática, Khomeini colocou figuras ocidentalizadas (como Sadegh Ghotbzadeh e Ebrahim Yazdi) como porta-vozes públicos da oposição e nunca falou com a mídia sobre suas intenções de criar uma teocracia.
Em 5 de novembro, as manifestações na Universidade de Teerã se tornaram mortais depois que uma briga estourou com soldados armados. Em poucas horas, Teerã irrompeu em um motim em grande escala. Bloco após bloco de símbolos ocidentais, como cinemas e lojas de departamentos, bem como prédios do governo e da polícia, foram apreendidos, saqueados e queimados. A embaixada britânica em Teerã também foi parcialmente queimada e vandalizada, e a embaixada americana quase sofreu o mesmo destino. O evento ficou conhecido por observadores estrangeiros como "O dia em que Teerã queimou".
Muitos dos manifestantes eram adolescentes, muitas vezes organizados pelas mesquitas no sul de Teerã e encorajados por seus mulás a atacar e destruir símbolos ocidentais e seculares. O exército e a polícia, confusos sobre suas ordens e sob pressão do xá para não arriscar iniciar a violência, efetivamente desistiram e não intervieram.
As autoridades militares declararam lei marcial na província de Khuzestan (a principal província produtora de petróleo do Irã) e enviaram tropas para suas instalações de petróleo. O pessoal da Marinha também foi usado como fura-greves na indústria do petróleo. As marchas de rua diminuíram e a produção de petróleo começou a aumentar novamente, quase atingindo níveis pré-revolucionários. Em um golpe simbólico para a oposição, Karim Sanjabi, que havia visitado Khomeini em Paris, foi preso ao retornar ao Irã.

### Dezembro de 1978

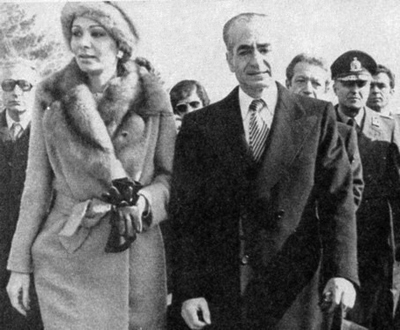
Shah e sua esposa, Shahbanu Farah deixando o Irã em 16 de janeiro de 1979

Em 2 de dezembro de 1978, começaram os protestos de Muharram. Batizados com o nome do mês islâmico em que começaram, os protestos de Muharram foram impressionantemente grandes e cruciais. Mais de dois milhões de manifestantes (muitos dos quais eram adolescentes proselitizados pelos mulás das mesquitas do sul de Teerã) foram às ruas, lotando a Praça Shahyad.
Os manifestantes exigiam que o xá Mohammad Pahlavi renunciasse ao poder e que o aiatolá Khomeini voltasse do exílio. Os protestos cresceram incrivelmente rápido, atingindo entre seis e nove milhões de pessoas na primeira semana. Cerca de 5% da população foi às ruas nos protestos de Muharram. Tanto começando quanto terminando no mês de Muharram, os protestos tiveram sucesso e o Xá deixou o poder no final daquele mês.
Em 10 e 11 de dezembro de 1978, entre 6 e 9 milhões de manifestantes anti-xá marcharam por todo o Irã. Segundo um historiador, "mesmo descontando o exagero, esses números podem representar o maior evento de protesto da história". As marchas foram lideradas pelo aiatolá Taleghani e pelo líder da Frente Nacional, Karim Sanjabi, simbolizando assim a "unidade" da oposição secular e religiosa.
Mais de 10% do país marcharam em manifestações anti-xá nos dois dias, possivelmente uma porcentagem maior do que qualquer revolução anterior. É raro uma revolução envolver até 1% da população de um país; as revoluções francesa, russa e romena podem ter ultrapassado a marca de 1%. 

## Revolução (1978 – 1979)
Grande parte da sociedade iraniana estava eufórica com a revolução que se aproximava. Políticos seculares e de esquerda se juntaram ao movimento na esperança de ganhar poder depois disso, ignorando o fato de que Khomeini era a antítese de todas as posições que eles apoiavam. Embora estivesse cada vez mais claro para os iranianos mais seculares que Khomeini não era um liberal, ele era amplamente visto como uma figura de proa e que o poder acabaria sendo entregue aos grupos seculares.
Cada vez mais, Khomeini convocou os soldados das forças armadas a desertar para a oposição. Os revolucionários deram flores e roupas civis aos desertores, enquanto ameaçavam retribuir aqueles que ficaram.  
Em 11 de dezembro, uma dúzia de oficiais foram mortos a tiros por suas próprias tropas no quartel de Lavizan, em Teerã. Mashhad (a segunda maior cidade do Irã) foi abandonada aos manifestantes, e em muitas cidades provinciais os manifestantes estavam efetivamente no controle.
O xá, esperando ver Bakhtiar estabelecido, continuou adiando sua partida. Consequentemente, para o público iraniano, Bakhtiar era visto como o último primeiro-ministro do xá, minando seu apoio.
O general americano Robert Huyser, vice-comandante da OTAN, entrou no Irã. Embora a opção de um golpe militar pró-xá ainda fosse uma possibilidade, Huyser se reuniu com líderes militares (mas não com o xá) e estabeleceu reuniões entre eles e os aliados de Khomeini com o objetivo de chegar a um acordo sobre o governo de transição de Bakhtiar. O embaixador Sullivan discordou e tentou pressionar Huyser a ignorar os militares e trabalhar diretamente com a oposição de Khomeini. No entanto, Huyser venceu e continuou a trabalhar com os militares e a oposição. Ele deixou o Irã em 3 de fevereiro. O xá estava particularmente amargurado com a missão de Huyser e sentiu que os Estados Unidos não o queriam mais no poder.
 

Na manhã de 16 de janeiro de 1979, Bakhtiar foi oficialmente nomeado primeiro-ministro. No mesmo dia, um xá choroso e sua família deixaram o Irã para o exílio no Egito, para nunca mais voltar. 

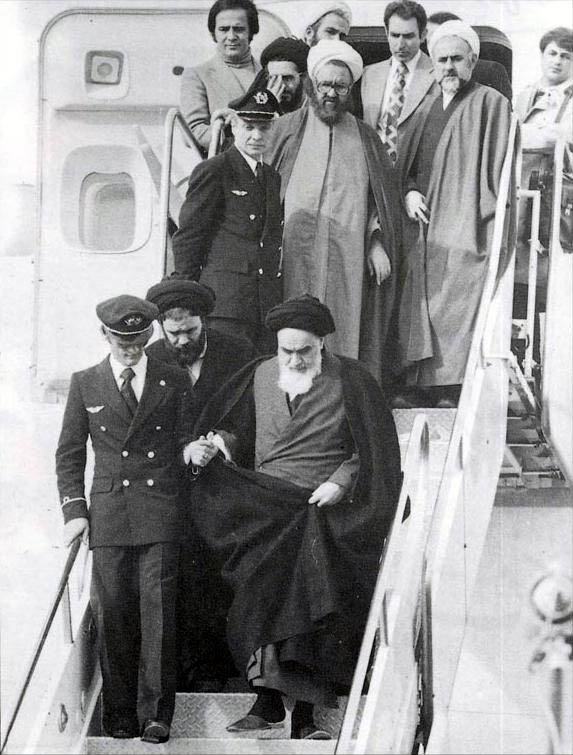
Regresso de Ruhollah Khomeini ao Irão/Irã, chegada ao aeroporto de Mehrabad em Teerão ou Teerã

Quando a notícia da partida do xá foi anunciada, houve cenas espontâneas de alegria em todo o país. Milhões saíram às ruas e praticamente todos os sinais remanescentes da monarquia foram destruídos pela multidão.
Bakhtiar convidou Khomeini de volta ao Irã, com a intenção de criar um estado semelhante ao Vaticano na cidade sagrada de Qom, declarando que "em breve teremos a honra de receber em casa o aiatolá Khomeini".  Em 1º de fevereiro de 1979, Khomeini retornou a Teerã em um Boeing 747 da Air France fretado. Multidões agora eram conhecidas por cantar "Islã, Islã, Khomeini, nós o seguiremos" e até mesmo "Khomeini for King". Quando perguntado por um repórter como ele se sentiu voltando para seu país de origem após um longo exílio, Khomeini respondeu "Nada".  
Em 5 de fevereiro, em seu quartel-general na Escola Refah, no sul de Teerã, ele declarou um governo revolucionário provisório, nomeou o líder da oposição Mehdi Bazargan nacionalista religioso (do Movimento pela Liberdade, afiliado à Frente Nacional) como seu próprio primeiro-ministro, e ordenou aos iranianos que obedecessem a Bazargan como um dever religioso.
O primeiro-ministro iraniano, Mehdi Bazargan, era um defensor da democracia e dos direitos civis. Ele também se opôs à revolução cultural e à tomada da embaixada dos Estados Unidos. 

### Batalhas Armadas e Colapso da Monarquia (fevereiro de 1979)
O colapso final do governo provisório não islâmico ocorreu às 14h do dia 11 de fevereiro, quando o Conselho Militar Supremo se declarou "neutro nas atuais disputas políticas... a fim de evitar mais desordem e derramamento de sangue". Todos os militares receberam ordens de voltar para suas bases, efetivamente cedendo o controle de todo o país a Khomeini. Revolucionários tomaram prédios do governo, estações de rádio e TV e palácios da dinastia Pahlavi, marcando o fim da monarquia no Irã. Bakhtiar escapou do palácio sob uma saraivada de balas, fugindo do Irã disfarçado. Mais tarde, ele foi assassinado por um agente da República Islâmica em 1991 em Paris. 11 de fevereiro é o "Dia da Vitória da Revolução Islâmica", um feriado nacional com manifestações patrocinadas pelo estado em todas as cidades. 

### Vítimas
Algumas fontes (como Emadeddin Baghi, pesquisador da Martyrs Foundation) afirmam que 2 781 manifestantes e revolucionários foram mortos em 1978-79 durante a Revolução. Khomeini relatou um número muito maior; ele disse que "60 000 homens, mulheres e crianças foram martirizados pelo regime do xá". Em referência a este número de 60 000, o historiador militar Spencer C. Tucker observa que "o regime de Khomeini superestimou grosseiramente o número de mortos da revolução para fins de propaganda".